# Wappen der Rheinprovinz

Wappenschild der Provinz Großherzogtum Niederrhein (1817–1822) und der Rheinprovinz (1822–1926)

Das Wappen der Rheinprovinz war das Wappen und Hoheitszeichen der preußischen Rheinprovinz. Faktisch wurde es in den 1830er Jahren von der 1822 eingegliederten Provinz Großherzogtum Niederrhein übernommen, als deren Zeichen es seit 1817 im großen Wappen Preußens bestanden hatte. 1926 wurde es nach einem Entwurf von Wolfgang Pagenstecher verändert und 1954 nach Auflösung der Rheinprovinz vom Landschaftsverband Rheinland neu angenommen.

## Geschichte
Der Ursprung des Wappens geht auf das frühe 19. Jahrhundert zurück. Nachdem der preußische König Friedrich Wilhelm III. durch den Wiener Kongress das Rheinland erworben hatte, ließ er 1817 die neuen Titel seiner Krone in seinem „Königlich Preußischen größeren Wappen“ darstellen. Für den Titel des Großherzogs, den er für die Provinz Großherzogtum Niederrhein angenommen hatte, eine Provinz, die 1815 in den Rheinlanden neben der Provinz Jülich-Kleve-Berg errichtet worden war, bestimmte seine Verordnung wegen des Königlichen Titels und Wappens vom 9. Januar 1817 Folgendes:

„2. Wegen des Großherzogtums Niederrhein. Im silbernen Felde der Königlich Preußische Adler mit einem Schilde auf der Brust, in dessen grünem Felde ein silberner Strom ist. Ueber diesem Schilde auf der Brust ist die großherzogliche Krone. Der silberne Strom fießet schräg durch das grüne Feld des Schildes.“

Im Schema des Wappenschildes bekam dieses Symbol den zweiten Platz, oben links neben Wappen Schlesiens, während Geldern, Kleve, Jülich und Berg, Moers und Mark, Herrschaftstitel, deren historische Länder nunmehr ganz oder teilweise in der Provinz Jülich-Kleve-Berg lagen, jeweils durch eigene Zeichen an den Positionen 7, 9–11, 31 und 37 repräsentiert wurden.
Der grüne Herzschild mit dem silbernen Wellenbalken ist als augenfällige Darstellung des Rheins ein Redendes Wappen. Es hat nach herrschender Meinung keinen Vorgänger in der Heraldik. Die Vermutung, ein Vorläufer des Motivs könnte ein dunkelgrüner Kragen mit schlangenförmig geschlungenem silbernen Besatz gewesen sein, welchen die Uniform der Ritterschaft der 1803 durch Reichsdeputationshauptschluss erworbenen preußischen „Entschädigungslande“ Essen, Werden und Elten aufwies, vielleicht als Zeichen der Zugehörigkeit zum Ritterkanton Niederrheinstrom, blieb eine Einzelmeinung.

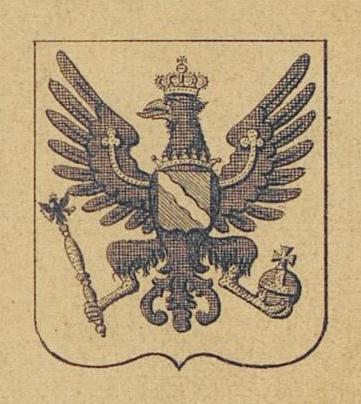
Wappen der Rheinprovinz nach Christian Samuel Theodor Bernd, 1835

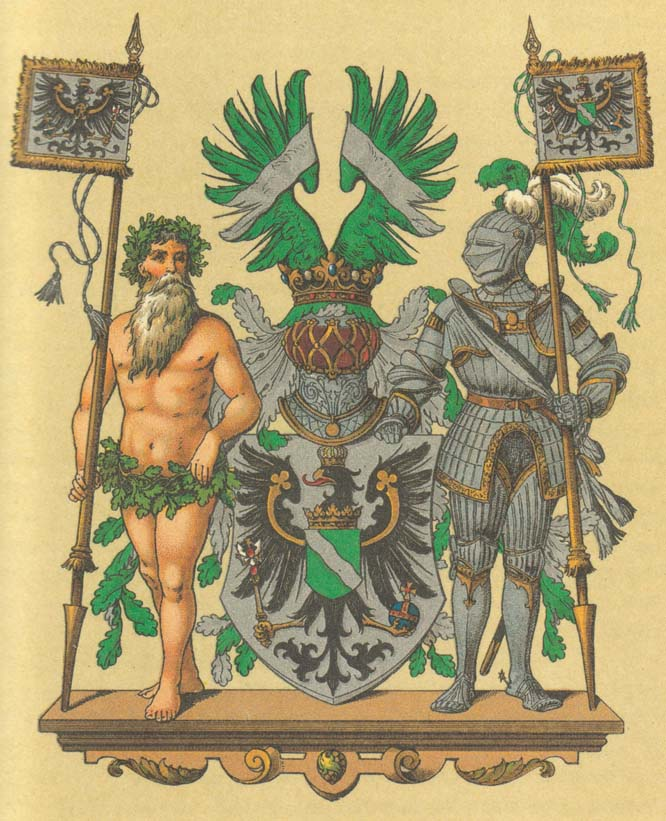
Vollwappen der Rheinprovinz nach Hugo Gerard Ströhl, 1897

Nachdem Preußen die Rheinlande 1822 durch Fusion der Provinzen Großherzogtum Niederrhein und Provinz Jülich-Kleve-Berg zur Rheinprovinz vereinigt hatte, publizierte der Wappenkundler Christian Samuel Theodor Bernd in seinem 1835 erschienenen Wappenbuch der Preussischen Rheinprovinz das Symbol der königlichen Heraldik für Großherzogtum Niederrhein als Wappen der Rheinprovinz. Bei den Neufassungen des mittleren königlichen Wappens in den Jahren 1864 und 1873 wurde die gesamte Rheinprovinz offiziell damit dargestellt. Ein Erlass des preußischen Innenministers Friedrich zu Eulenburg vom 28. Februar 1871 bestimmte, wie das Wappen der Rheinprovinz zu führen war. In einem weiteren Ministerialerlass von 27. Juli 1878 wurde festgestellt, dass das Wappen des Großherzogtums Niederrhein als Provinzialwappen beizubehalten sei, weil es durch die Wappenerlasse vom 11. Januar 1864 und vom 16. August 1873 nicht verändert worden sei. Dem Wappen entsprechend wurden durch Ministerialerlass vom 5. November 1882 Grün und Weiß als Provinzialfarben der Flagge bestimmt.
Durch Erlass des Preußischen Staatsministeriums vom 28. Februar 1881 wurde ein Vollwappen der Rheinprovinz mit Wildem Mann und Ritter als Schildhalter sowie mit grünen, durch silberne Bänder dekorierten Flügeln als Helmzier normiert. Dies zeigte der österreichische Heraldiker Hugo Gerard Ströhl in seiner 1897 erschienene Publikation Deutsche Wappenrolle.

Republikanisierter Wappenschild der Rheinprovinz (ab 1926) und des Landschaftsverbands Rheinland (ab 1954), Entwurf: Wolfgang Pagenstecher

Im Zuge der Novemberrevolution 1918/1919 entstand der Freistaat Preußen als republikanischer Gliedstaat des Deutschen Reichs. Infolge der veränderten Staatsform mussten ab 1921/1922 auf Anordnung des preußischen Innenministers Carl Severing die Zeichen der alten Hohenzollern-Monarchie entfernt werden. Die Rheinprovinz ließ daraufhin von dem Düsseldorfer Maler und Heraldiker Wolfgang Pagenstecher ein neues Wappen entwerfen. Dieses Zeichen zeigt „unter silbernem Schildhaupt, worin ein schwarzer, schrägrechts auffliegender, über sich sehender Adler mit goldenen Waffen (Preußen)“ dargestellt ist, „in Grün einen silbernen, schrägrechten Wellenbalken (Rheinland)“. Pagenstecher berücksichtigte in seinem Entwurf die republikanischen Vorgaben, die für den neuen preußischen Adler entwickelt worden waren: Verlust monarchischer Symbole, geschlossener Schnabel sowie veränderte Blickrichtung und Haltung. Im März 1926 wurde dieses neue Wappen vom 71. Provinziallandtag der Rheinprovinz beschlossen.
Nach Errichtung eines NS-Staats kamen nationalsozialistische Abzeichen auf Amtsiegeln zum Einsatz. Als während des Zweiten Weltkriegs die Westfront die Rheinprovinz überrollte, erließ die britische Militärregierung 1944 ein Gesetz, das die Entfernung dieser Abzeichen zum Ziel hatte.
Nach dem Krieg wurde die Rheinprovinz am 5. Juni 1945 unter zwei Besatzungszonen aufgeteilt. Die nördlichen Teile des Rheinlands, die Regierungsbezirke Aachen, Düsseldorf und Köln, fielen dabei in die britische Besatzungszone. Nach dem Circular Decree regarding Official Seals vom 20. Mai 1946 ließ sich der britische Zivilgouverneur William Asbury die Dienstsiegel zur Genehmigung vorlegen. In der britischen Besatzungszone führte der Oberpräsident der Rheinprovinz, Johannes Fuchs, sein Amt als Verwaltungschef der Provinz Nordrhein unter britischem Besatzungsrecht fort. Durch Erlass vom 24. Juli 1945 verfügte dieser die Führung des Wappens der Rheinprovinz in seinem Zuständigkeitsbereich. Nachdem das Oberpräsidium am 20. Oktober 1946 aufgelöst worden war, bestand das eigentliche Rechtssubjekt, welches das Wappen der Rheinprovinz führte, nicht mehr, jedoch gebrauchten es nachgeordnete Stellen noch bis zur Bekanntmachung über das Wappen des Landes Nordrhein-Westfalen vom 21. Januar 1948, durch die geregelt wurde, dass das Wappen Nordrhein-Westfalens zu führen ist. Dieses Wappen hatte in seiner vorderen Hälfte den rheinischen Wellenbalken auf grünem Feld übernommen, allerdings in entgegengesetzter Richtung.
Anknüpfend an frühere Aufgaben des Provinzialverbands der Rheinprovinz konstituierte das im Jahr 1946 als Rechtsnachfolger des Freistaats Preußen gegründete Land Nordrhein-Westfalen im Jahr 1953 den Landschaftsverband Rheinland. Per Satzung vom 3. November 1954 beschloss die Verbandsversammlung dieses Landschaftsverbands das 1926 eingeführte Wappen der Rheinprovinz als Verbandswappen.